# Bromate de strontium
Le bromate de strontium est un composé cristalloluminescent de brome et de strontium de formule Sr(BrO3)2.
Il est toxique si ingéré. Il irrite la peau au contact et il irrite les voies respiratoires si inhalé.

## Solubilité dans l'eau

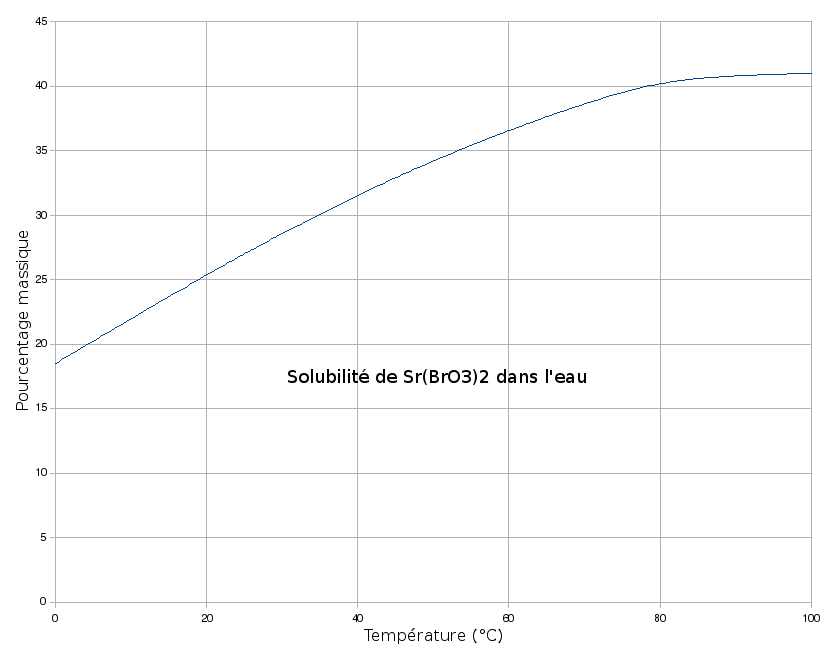
Courbe de solubilité dans l'eau.